# Oreaeschna
Genre
Oreaeschna est un genre de libellules de la famille des Aeshnidae (sous-ordre des Anisoptères, ordre des Odonates).

## Systématique
Le genre Oreaeschna a été créé en 1937 par l'entomologiste néerlandais Maurits Anne Lieftinck (d) (1904-1985).

## Liste d'espèces
Selon BioLib (18 novembre 2021) :
- Oreaeschna dictatrix Lieftinck, 1937
- Oreaeschna dominatrix Vick & Davies, 1990